# Seznam německých názvů cest v Krkonoších
Seznam německých názvů cest v Krkonoších shrnuje abecedně české názvy cest s jejich německým ekvivalentem. Ve spodní části tabulky jsou uvedené nepojmenované cesty, které mají německý název.
| Český název                     | Německý název     | Poznámka                               |
| ------------------------------- | ----------------- | -------------------------------------- |
| Bucharova cesta                 | Schmidt Weg       | úsek Zlaté návrší - Medvědín           |
| Cesta česko-polského přátelství | Faltis Weg (část) | úsek Sněžka - Soví sedlo               |
| Cesta Stohem                    | Heuschober Weg    |                                        |
| Cesta T                         | Cejnar Weg        |                                        |
| Česká cesta                     | Piette Weg        |                                        |
| Dřevařská cesta                 | Schneeschub Weg   |                                        |
| Emmina cesta                    | Emmaweg           |                                        |
| Harrachova cesta                | Harrach Weg       |                                        |
| Horská silnice                  | Wald Strasse      |                                        |
| Jablonecká cesta                | Jablonetzer Weg   |                                        |
| Janova cesta                    | Johannesweg       |                                        |
| Judeichova cesta                | Judeich Weg       |                                        |
| Kostelní cesta                  | Kirchenweg        |                                        |
| Krakonošova cesta               | Rübezahl Weg      |                                        |
| Lobkovicova cesta               | Lobkowitzweg      |                                        |
| Luisina cesta                   | Luisen Weg        |                                        |
| Obrázková cesta                 | Vorreith Weg      |                                        |
| Pěnkavčí cesta                  | Pinken Weg        |                                        |
| Rudolfova cesta                 | Rudolfweg         |                                        |
| Schustlerova cesta              | Guido Rotterweg   |                                        |
| Stará Friesova cesta            | Forstweg          |                                        |
| Věřina cesta                    | Vera Weg          |                                        |
| Vosecká cesta                   | Wossecker Weg     |                                        |
| Weberova cesta                  | Weber Weg         |                                        |
| Zvonková cesta                  | Glockenweg        |                                        |
| Žlutá cesta                     | Faltis Weg (část) |                                        |
| bezejmenná                      | Alte Eisen Weg    | Lysečinská hora - Horní Albeřice       |
| bezejmenná                      | Helenenweg        | Janské Lázně - Svoboda nad Úpou        |
| bezejmenná                      | Hermann Weg       | Velké Tippeltovy boudy - Vlašské boudy |
| bezejmenná                      | Palme Stumpe Weg  | Krakonošova snídaně - Ručičky          |
| bezejmenná                      | Plechkammweg      | Krakonošova snídaně - Vosecká bouda    |
| bezejmenná                      | Prellog Weg       | Zineckerovy boudy - Janské Lázně       |
| bezejmenná                      | Zuckerweg         | Mumlavský důl - úbočí Kamence          |